# Pascale Esho Warda
Pour les articles homonymes, voir Warda.
Pascale Esho Warda (syriaque : ܦܐܣܟܐܠ ܐܝܫܘ ܘܪܕܐ ; arabe : باسكال إيشو وردة), née en 1961 à Nahodra (Kurdistan irakien), est une femme politique irakienne, ministre de l'Immigration et des Réfugiés au sein du gouvernement intérimaire irakien. Assyrienne de confession chrétienne, elle s'exile en France et obtient un master droits de l'homme à l'université de Lyon. Elle est cofondatrice de la Hammurabi Human Rights Organization (en) et présidente de l'Union des femmes assyriennes à Bagdad.
En tant que ministre, elle s'exprime en faveur de l'exécution de Saddam Hussein. Durant son mandat, elle est invitée par Laura Bush, Première dame des États-Unis, pour discuter de la condition des femmes à travers le monde au 30e sommet du G8 à Sea Island, en Géorgie.
Pascale est mariée à William Warda (en), avec qui elle a deux enfants, Shelama et Neshma.

## Source de la traduction
- (en) Cet article est partiellement ou en totalité issu de l’article de Wikipédia en anglais intitulé « Pascal Esho Warda » (voir la liste des auteurs).